# Courdemanche (Sarthe)
Courdemanche ist eine französische Gemeinde mit 614 Einwohnern (Stand 1. Januar 2022) im Département Sarthe in der Region Pays de la Loire. Sie gehört zum Arrondissement La Flèche und zum Kanton Montval-sur-Loir.

## Geografie
Das Dorf Courdemanche liegt zwischen den Städten Le Mans (38 km) im Norden und Tours (52 km) im Süden und ist zehn Kilometer von Le Grand-Lucé entfernt.

## Bevölkerungsentwicklung
| Bevölkerungsentwicklung    | Bevölkerungsentwicklung | Bevölkerungsentwicklung | Bevölkerungsentwicklung | Bevölkerungsentwicklung | Bevölkerungsentwicklung | Bevölkerungsentwicklung | Bevölkerungsentwicklung | Bevölkerungsentwicklung |
| -------------------------- | ----------------------- | ----------------------- | ----------------------- | ----------------------- | ----------------------- | ----------------------- | ----------------------- | ----------------------- |
| Jahr                       | 1962                    | 1968                    | 1975                    | 1982                    | 1990                    | 1999                    | 2006                    | 2021                    |
| Einwohner                  | 966                     | 860                     | 674                     | 653                     | 628                     | 617                     | 630                     | 608                     |
| Quellen: Cassini und INSEE |                         |                         |                         |                         |                         |                         |                         |                         |

## Sehenswürdigkeiten

Kirche Notre-Dame

- Kirche Notre-Dame

## Partnerschaften
Seit 1959 gibt es einen Jugendaustausch mit dem deutschen Ort Issum am Niederrhein.